# Concupiscenza
La concupiscenza è un termine che possiede diverse sfumature a seconda degli ambiti in cui viene utilizzato. Denota prevalentemente un atteggiamento mosso da brama, desiderio e appetito, rivolto in particolare ai piaceri sessuali.

## Filosofia greca
Il primo ad utilizzare il termine in questo senso è Platone, che, nella Repubblica, per la prima volta presenta una strutturata divisione dell'anima (nei dialoghi precedenti fa riferimento all'anima anche con maggiore insistenza, senza tuttavia effettuarne una divisione in parti, perciò si intende che si sia, in essi, riferito all'anima razionale).
L'anima per l'appunto concupiscibile è l'anima cui appartengono bisogni ed istinti propri per lo più dell'animalità, essa appartiene pertanto agli uomini che adorano collezionare denari ed averi, giacché con questi soddisfano i loro bisogni del cibo e degli amori. Si guardi ad esempio, per rafforzare l'immagine della concupiscenza per Platone, la metafora mitica della biga alata (ripresa sempre da Platone nel Fedro), mito dell'Ateniese che propone con forte evidenza la situazione dottrinalmente matura dell'anima umana, in cui la parte concupiscibile è rappresentata dal cavallo nero che tende verso il basso, dirottando di conseguenza l'intero carro verso la parte sottostante. Nella "cristianizzazione" di Platone sarà frequente una rilettura religiosa della tematica, giacché alla religione si attribuisce per antonomasia il dividere l'altura delle cose belle e divine dalla bassezza delle cose rozze ed incolte.
Leggiamo il termine "concupiscenza" anche nello Stagirita Aristotele, il quale sostiene che il piacere umano ha sia una connotazione spirituale sia una materiale. Il piacere pertanto può essere provato sia per un bene spirituale sia per uno «sensibile», ma, mentre nei primi solo l'anima è in grado di recepirli, nei secondi tale piacere può essere recepito sia dall'anima sia dal corpo. In questa prospettiva la concupiscenza designa il desiderio di questa seconda specie di piacere.

## Cristianesimo
Nella teologia cattolica è definita concupiscenza la brama di possesso e la debolezza della natura umana che porta l'uomo a commettere il peccato, di qualunque natura esso sia. Essa non è ritenuta un peccato, quanto un'inclinazione verso il male, ed è considerata uno dei segni del peccato originale, insieme all'ignoranza.
San Tommaso d'Aquino distingueva fra amore di concupiscenza e amore di benevolenza: nel primo si desidera una cosa per il bene di qualcun altro o proprio, mentre nel secondo si desidera il bene dell'altro come fine a se stesso.
Nella mariologia cattolica, la Vergine Maria, a seguito dell'Immacolata Concezione, fu per tutta la vita immune dalla concupiscenza della volontà (conoscere il bene, ma non aver la fortezza per perseguirlo) e dell'intelletto (ignorare il bene), così da non macchiarsi mai del peccato proprio (veniale o mortale)

## Giansenismo
Nel giansenismo la concupiscenza ha assunto un ruolo centrale poiché costituisce la ragione principale della corruzione umana la quale ha origine con il peccato originale quando Adamo con la sua scelta ha rivolto verso le creature quell'amore che avrebbe dovuto rivolgere solo al Creatore. Per tale ragione l'individuo ha una inclinazione naturale al male e solo Dio può concedere agli eletti la grazia della salvezza. Il giansenismo in tal modo si pone in forte contrasto con il molinismo che invece sostiene la tesi della grazia sufficiente per la quale la salvezza può sempre essere raggiunta dagli uomini.